# 鄂圖曼帝國的衰落
十八世紀後期，鄂圖曼帝國面臨眾多敵人。為了應對這些威脅，帝國發起了一項名為坦志麦特的內部改革，這項改革加強了鄂圖曼帝國的中央集權。鄂圖曼帝國政府對其人民的影響比以往任何時代都大。帝國的改革和現代化進程始於蘇丹塞利姆三世統治期間。儘管鄂圖曼帝國當局試圖改革，但帝國內依舊出現高漲的民族主義運動，特別是在巴爾幹半島上經常出現分離主義活動。帝國內無數次的起義和獨立戰爭，以及俄羅斯在東北部和法國（後來英國）在北非的多次入侵，導致19世紀至20世紀初這段時間內帝國的領土不斷喪失。1908年，鄂圖曼軍隊按照西歐軍隊的模式進行了現代化和專業化，但是不久鄂圖曼帝國參加了第一次世界大戰並戰敗，最終於戰後解體。